# Rusko-kazaňské války
Rusko-kazaňské války bylo několik válečných konfliktů v letech 1439–1552 mezi Moskevským velkoknížectvím a později Ruským carstvím, a Kazaňským chanátem, které skončily vítězstvím Ruska, dobytím Kazaně a celého chanátu. Záhy na to došlo na dobytých území ke kazaňskému povstání (1552–1556), které bylo také Rusy potlačeno.

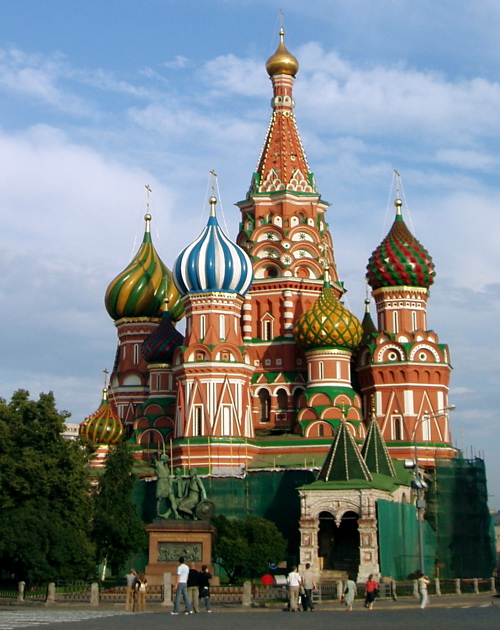
Chrám Vasila Blaženého

Na památku vítězství nad kazaňským chánem vznikla v Moskvě nejznámější památka Ruska Chrám Vasila Blaženého, který přikázal vystavět Ivan Hrozný.